# Elijah Coleman Bridgman
Elijah Coleman Bridgman (Belchertown, Massachusetts, 1801. április 22. – Sanghaj, 1861. november 2.; kínai neve pinjin hangsúlyjelekkel: Bì Zhìwén; magyar népszerű: Pi Cse-ven; kínaiul: 裨治文) amerikai protestáns misszionárius, sinológus.

## Élete és munkássága
Bridgman volt az első amerikai protestáns misszionárius, aki Kínában végzett hittérítő tevékenységet. 1830. február 19-én kötött ki a hajója Kantonban, és a Tajping-felkelés idején (1850–1864) is Kínában tartózkodott. Hittérítő munkája mellett jelentős kutatásokat is végzett, így ő tekinthető az amerikai sinológia egyik első úttörőjének. Munkája nagyban hozzájárult a korai kínai–amerikai kapcsolatok fejlődéséhez. Írásai az ő általa kezdeményezett, 1832-ben alapított The Chinese Repositoryban jelentek meg, amelynek 1847-ig ő maga is szerkesztője volt. Számos angol nyelvű műveit fordított kínaira, de fordítói munkájával nagyban hozzájárult amerikai és a mandzsu, csing kormány első szerződéseinek megszövegezéséhez is.

### Főbb művei
- Elijah Coleman Bridgman, Samuel Wells Williams. The Chinese repository, Volume 11. Printed for the proprietors (1842). Hozzáférés ideje: 2011. július 6.
- Elijah Coleman Bridgman. A Chinese chrestomathy in the Canton dialect. S.W. Williams, 693. o. (1841). Hozzáférés ideje: 2011. július 6.
- Elijah Coleman Bridgman, ed. Eliza Jane Gillett Bridgman (1864). The Pioneer of American Missions in China: the Life and Labors of Elijah Coleman Bridgman.